# 竹林滋
竹林 滋（たけばやし しげる、1926年9月22日 - 2011年3月10日）は、日本の英語学者。英語音声学が専門。東京外国語大学名誉教授。

## 来歴
1926年東京・浅草生まれ。1948年東京外国語学校英米科卒業、1953年東京大学英文科卒業、1958年同大学文学部大学院（旧制）を満期修了。東京外国語大学教授。1989年定年退官、名誉教授、日本女子大学教授、1995年定年退職。
英語音声学が専門で、研究社の代表的な英語辞典の編纂を行った。
2011年3月10日、肺炎のため死去、84歳。

## 著書
- 『英語の辞書』岩崎書店〈英語ライブラリー 6〉、1966年。
- 『英語のフォニックス : 綴り字と発音のルール』ジャパンタイムズ、1981年。
- 『英語音声学入門』大修館書店、1982年。
- 『英語のつづり字と発音の指導 『ライトハウス英和辞典』を使って』研究社、1984年。
- 『ライトハウスつづり字と発音の基礎』研究社、1991年。
- 英語発音に強くなる 岩波ジュニア新書 1991
- 英語音声学 研究社 1996

## 共著
- 小川芳男共著『図解英語小発音学』（新訂増補版）有精堂出版、1978年。
- 『アメリカ英語概説』大修館書店、1988年。
- 『初級英語音声学』大修館書店、1991年。
- 『世界の辞書』研究社、1992年。

## 共編
- 岩崎民平 共 訳『人名地名小辞典 英語編』研究社辞書部、1962年。
- 研究社ユニオン英和辞典 小島義郎共編 研究社 1973
- ライトハウス英和辞典 小島義郎共編 研究社 1985
- ライトハウス和英辞典 小島義郎共編 研究社 1985
- 英語語彙の諸相 寺澤芳雄共編 研究社出版 1988
- 『基本2000語英英辞典』ジャパンタイムズ、1990年。
- 研究社日英ポケット辞典 共編　研究社 1993
- 新リトル英和和英辞典 小島義郎共編 研究社 1994
- グリーンライトハウス英和辞典 小島義郎共編 研究社 1994
- 新リトル英和辞典 共編 第6版 研究社 1994
- 新英和中辞典 共編 第6版 研究社 1994
- カレッジライトハウス英和辞典 共編 研究社 1995
- 研究社英日・日英ポケット辞典 共編 研究社 1996
- 研究社英日ポケット辞典 共編 研究社 1996
- 英語音声学入門 斎藤弘子共著 改訂新版 大修館書店 1998
- カスタム英和辞典 研究社 2000
- カスタム英和・和英辞典 小島義郎共編 研究社 2000
- ルミナス和英辞典 小島義郎、中尾啓介共編 研究社 2001
- ルミナス英和辞典 小島義郎、東信行共編 研究社 2001
- 研究社新英和大辞典 第6版 研究社 2002
- ルミナス英和辞典 第2版 つづり字と発音解説 斎藤弘子共著 研究社 2005

## 翻訳
- H.A.グリースン 著、横山一郎共 訳『記述言語学』大修館書店、1970年。
- J.S.ケニヨン『アメリカ英語の発音』大修館書店、1973年。
- ギムスン『英語音声学入門』金星堂、1983年。
- 音声学概説 ピーター・ラディフォギッド 牧野武彦共訳 大修館書店 1999
- 英語音声学・音韻論入門 Philip Carr 清水あつ子共訳 研究社 2002
- 国際音声記号ガイドブック 国際音声学会編 神山孝夫共訳 大修館書店 2003
- 実践音声学入門 ジョン・カニソン・キャットフォード 設楽優子、内田洋子共訳 大修館書店 2006